# Exumalana reptans
Exumalana reptans är en kräftdjursart som beskrevs av Lazar Botosaneanu och Thomas M. Iliffe 2003A. Exumalana reptans ingår i släktet Exumalana och familjen Cirolanidae. Inga underarter finns listade i Catalogue of Life.